# Johann Crüger
Johann Crüger (9 de abril de 1598 – 23 de fevereiro de 1662) foi um compositor alemão de hinos conhecidos. Ele também foi o editor do hinário luterano mais amplamente utilizado do século XVII, Praxis pietatis melica.

## Primeiros anos e educação
Crüger nasceu em Groß Breesen (atual parte de Guben) como filho de um proprietário de estalagem, Georg Crüger. Ele era etnicamente sorábio, batizado como Jan Krygar.
Ele estudou na Lateinschule local (então localizada em Guben) até 1613, e o programa de ensino dessa escola incluía música e canto.
Ele então viajou para Sorau e Breslau para continuar sua educação, e finalmente para Regensburg, onde recebeu formação musical de Paulus Homberger (1560–1634). Em 1615, viajou para Berlim, onde estudou teologia no Berlinisches Gymnasium zum Grauen Kloster. Em 1616, foi contratado como preceptor da família von Blumenthal; entre seus alunos estava Joachim Friedrich von Blumenthal. A partir de 1620, estudou teologia na Universidade de Wittenberg e aperfeiçoou-se ainda mais em música através de estudos particulares.

## Carreira

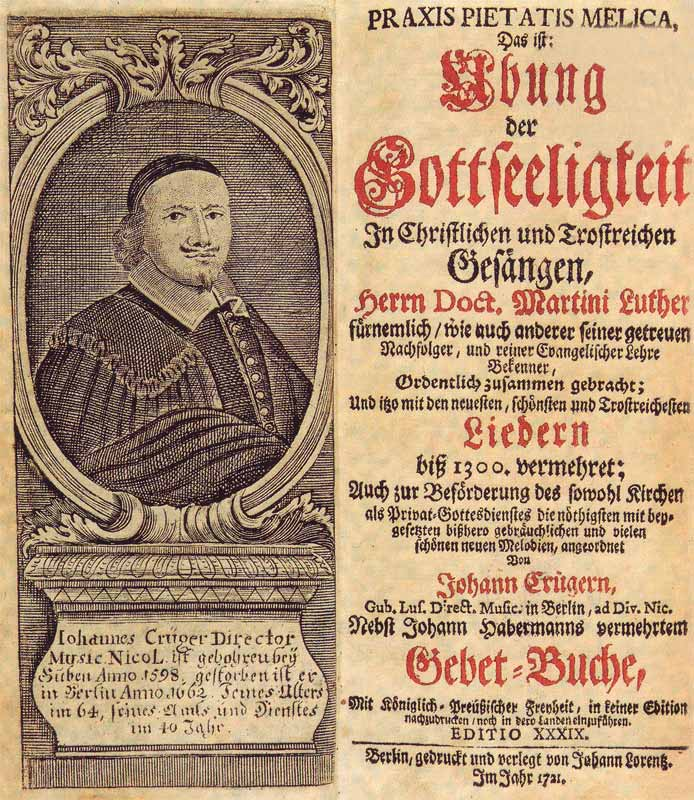
Praxis pietatis melica, página de título da 39ª edição, 1721, Crüger à esquerda

De 1622 até sua morte, um período de 40 anos, ele foi simultaneamente professor no ginásio "Zum Grauen Kloster" e cantor da Nikolaikirche em Berlim.
Crüger compôs numerosas obras de concerto e escreveu extensivamente sobre educação musical. Em 1643, conheceu o famoso compositor de hinos Paul Gerhardt, para quem escreveu a música de vários hinos, incluindo "Wie soll ich dich empfangen". Em 1647, editou o mais importante hinário luterano alemão do século XVII, Praxis pietatis melica, que apareceu em muitas edições posteriores.
Entre os hinos para os quais compôs música está "Du, o schönes Weltgebäude" (Você, ó belo edifício do mundo) de Johann Franck. Não está mais em uso prático, mas uma estrofe, "Komm, o Tod, du Schlafes Bruder" (Venha, ó morte, irmão do sono), foi usada de forma proeminente na cantata solo de Bach Ich will den Kreuzstab gerne tragen, BWV 56. Ele compôs a melodia para "Nun danket alle Gott" de Rinkart, e para "Jesu, meine Freude" de Franck, que Bach usou para um moteto de mesmo nome.

## Vida pessoal
Em 1628, casou-se com a viúva de um conselheiro municipal. Durante a Guerra dos Trinta Anos, Crüger e sua família suportaram muitas dificuldades, incluindo fome. Ele adoeceu com a peste, e quase morreu dessa doença, perdendo cinco filhos e sua esposa em 1636. Em 1637, tendo se recuperado da doença, casou-se pela segunda vez, com a filha de 17 anos de um estalajadeiro, com quem teve quatorze filhos, a maioria dos quais morreu ainda jovem. Uma de suas filhas casou-se com o pintor da corte Michael Conrad Hirt, que fez um retrato de Crüger em 1663. Crüger morreu em Berlim.